# Kozárd
Kozárd – wieś i gmina w północnej części Węgier, w pobliżu miasta Pásztó.
Miejscowość leży na obszarze Średniogórza Północnowęgierskiego i należy do powiatu Pásztó, wchodzącego w skład komitatu Nógrád.
Gmina Kozárd liczy 171 mieszkańców (2009) i zajmuje obszar 6,44 km².